# 淳于姓
淳于姓為漢字複姓（「于」不是簡體字，不應轉寫為「淳於」），在《百家姓》中排名第425位。

## 延伸阅读
[在维基数据编辑]
 《百家姓》
 《欽定古今圖書集成·明倫彙編·氏族典·淳于姓部》，出自陈梦雷《古今圖書集成》